# Martin Fayulu
Martin Madidi Fayulu, nacido el 21 de noviembre de 1956 en Kinsasa, República Democrática del Congo es un hombre de negocios, diputado nacional y presidente del Compromiso partido de la oposición a la ciudadanía y desarrollo (ECiDé).

## Biografía
Asistió a la Universidad de París XII, donde obtuvo un título en economía en general, el Instituto Superior de Gestión de París y la Universidad Europea de América en San Francisco, California, donde obtuvo su MBA.
Se unió a la compañía petrolera Mobil en Kinshasa en septiembre de 1984 y terminó su carrera en el Grupo en 2003 como director general de ExxonMobil Etiopía, habiendo ocupado diferentes responsabilidades en la sede de Mobil en Fairfax (EE. UU.), en la sede de Mobil África en París y otras filiales de ExxonMobil en África (Costa de Marfil, Kenia, Nigeria y Mali).
En 1990, fue presidente del movimiento político conocido como el Foro para la Democracia y el Desarrollo (FDD), que fue miembro de la Unión Sagrada de la Oposición. En 1991, participó en la Conferencia Nacional Soberana (CNS) en la que fue vicepresidente de la Comisión de Economía, Industria y PYME.
En 1993 fue elegido por sus pares en el SNC como miembro del Consejo Superior de la República Parlamento de Transición (HCR-PT). Elegido en 2006, tanto MPP Kinshasa y diputado nacional, optó por sentarse en la Asamblea Provincial de Kinshasa dejando su mandato parlamentario nacional a su adjunto.
En marzo de 2009, participó en la creación del partido político llamado compromiso con la ciudadanía y el Desarrollo (ecides) Parte del que es presidente. En las elecciones parlamentarias de 2011, fue elegido diputado nacional y otros dos compañeros de partido.
Martin es también Fayulu Coordinador plataforma política de cambio Fuerzas adquirida (CAF) que reúne a una veintena de partidos políticos. Como Guardar la RDC, una agrupación sociopolítico Creado 18 de noviembre de 2013.
Además gerente de negocios de Fayulu, e invirtió en campos diversos y variados, incluyendo la hospitalidad, los bienes raíces y la agricultura. Él está casado con Esther Ndengue Fayulu y es padre de tres hijos.
En 2018, se presentó en las Elecciones generales de la República Democrática del Congo de 2018. El ganador fue Félix Tshisekedi pero Martin Fayulu dice que las elecciones están falsificadas y que se deben contar de nuevo los resultados.